# Robert Kong
 (août 2022).
- Si vous ne connaissez pas le sujet, laissez ce bandeau (vous pouvez alors contacter les auteurs).
- Si vous supprimez le contenu mis en cause (vous pouvez préalablement contacter les auteurs),

argumentez précisément cette suppression dans la page de discussion
(un manque de référence n'est pas un argument ; une recherche réelle de référence doit avoir été effectuée, être formellement documentée).
 (août 2022).
Robert Kong, né le 2 mars 1966 à Ndesson II et mort le 28 février 2022 à Douala, est un pasteur, théologien, philosophe, écrivain et enseignant camerounais. 
Il a été principal du Collège Alfred Saker, professeur de philosophie et dogmatique à la Faculté de théologie protestante et des sciences des religions de Ndoungué et président de la Région synodale du Moungo-Centre au sein de l’Église Évangélique du Cameroun.

## Biographie

### Enfance
Robert Kong passe sa petite enfance dans son village d’origine à Ndesson (Nord-Makombè).
Devenu orphelin de père très jeune, il est accueilli par le pasteur Ekoua Théodore à Nkondjock en vue de poursuivre ses études secondaires au collège d’enseignement secondaire dans la localité.
Il consacre alors l’essentiel de son temps à l’animation du culte pour enfants au sein de la paroisse de Makita.
Il est admis à l’École de théologie protestante de Ndoungué en 1983.

### Études et consécration
Dans le cadre de son cycle de baccalauréat en théologie, Robert Kong suit un stage académique à la paroisse de Mbema (Nkondjock) et soutient son mémoire de fin de cycle sur le thème «L’homme face à la mort», il obtiendra le diplôme de baccalauréat en théologie en 1988 et est promu au grade d’Évangéliste avec délégation pastorale.
Il est ensuite affecté à la paroisse de Banya (Yabassi) où il reçoit sa consécration au ministère pastoral.
Devenu pasteur à l’âge de 25 ans, il poursuit néanmoins ses études à l'université protestante d'Afrique Centrale, intermittemment avec ses responsabilités ecclésiales.
Il obtient sa licence et puis sa maîtrise en théologie en 1998 après la soutenance d’un mémoire sur le thème: «Réflexions sur la critique de l’Église chez Soren Kierkegaard, un défi pour les Églises aujourd’hui: cas précis de l’Église Évangélique du Cameroun».
Il est pasteur des paroisses de Bomono Ba Mbengue de 1991 à 1994, Grand Temple (Nkongsamba) de 1998-1999, Mbalmayo-Lycée (Mbalmayo) de 1999 à 2002, Mont des Oliviers (N’Gaoundéré) de 2002 à 2003, Bonamuduru de 2006 à 2007 (Douala), Cité des Palmiers (Douala) de 2009-2010, Loum A (à Loum) de 2014 à 2022.
En 2008, après une année de stage académique à l’université de Montpellier, il soutient une thèse de doctorat sur le thème «Une relecture kierkegaardienne de l’Église au Cameroun» à l'université protestante d'Afrique Centrale où il obtient le grade de docteur en théologie systématique et dogmatique.
De 2010 à 2022, il est professeur de philosophie et de dogmatique à la faculté de théologie protestante et des sciences des religions de Ndoungué,,
De 2010 à 2014, il est le principal du collège Alfred Saker,,.
En 2014, il est nommé président de la Région synodale du Moungo-Centre au sein de l’Église évangélique du Cameroun,.

### Fondation du Cercle de Réflexion Soren Kierkegaard
En 2009, il fonde le Cercle de Réflexion sur l’existentialisme chrétien aussi appelé Cercle de Réflexion Soren Kierkegaard,.
Dans ce cadre, il mène des activités de recherches en lien avec le Soren Kierkegaard Research Centre de la University of Copenhagen[Information douteuse].
De 2010 à 2021, il organise régulièrement des conférences et publie des ouvrages.

## Pensée

### L'existence humaine
En 2017, il publie Problème de l'Existence dans lequel il propose le ressourcement intérieur en rapport avec Dieu comme une solution définitive au problème de l'existence humaine. La condition humaine est un paradoxe historique (bonheur-souffrance, vie-mort, rires-pleurs, richesse-pauvreté, etc.) qui ne change jamais malgré toutes les approches qui ont été développées pour y mettre un terme. Il ne s’agit donc pas de changer cette dialectique de l’existence, il faut la dépasser. Ce dépassement consiste dans un ressourcement intérieur en rapport avec Dieu permettant de saisir le sens dudit paradoxe et d’éclairer l’action humaine: «toute recherche de l’équilibre… exige le retour au «moi» et à l’«absolu»». Pour y parvenir, il faut apprendre à se retirer du sensible pour se rapprocher de Dieu,.
Robert Kong, en tant que principal du collège Alfred Saker de Douala et pasteur théologien, est également reconnu pour des études menées en exorcisme.

### Polygamie et homosexualité
En 2014, il publie le livre Ou bien…Ou bien... dans lequel « il conseille aux africains la polygamie que les occidentaux ont «diabolisé» quand ils sont venus évangéliser l’Afrique au 19ème siècle. [...] Une colonisation mentale qui se poursuit encore aujourd’hui, avec «le mariage pour tous» que l’occident tente d’imposer aux africains. ».[réf. nécessaire]

## Travaux et publications

### Mémoires de théologie
- L'Homme Face à la Mort (mémoire universitaire), Ndoungué, Faculté de Théologie Protestante et des Sciences de Religions de Ndoungué, 1988, 46 p..
- Réflexions sur la Critique de l'Eglise chez Soren Kierkegaard, un Défi pour les Eglises Aujourd'hui: Cas Précis de l'Eglise Évangélique du Cameroun (mémoire de théologie), Yaoundé, Université Protestante d'Afrique Centrale, 1998.

### Thèse en théologie
- Une Relecture Kierkegaardienne de l'Eglise au Cameroun (Thèse en Théologie systématique et dogmatique), Yaoundé, Université Protestante d'Afrique Centrale, 2008, 225 p., p. 1-3.

### Autres travaux
- La problématique de la coexistence de l’ivraie et du bon grain, La Maison de l’Imprimeur, Douala, 2010.
- Crimes et Responsabilité Métaphysique au Cameroun: Perspectives, Douala, AfrikAvenir/Exchange & Dialogue, 2011, 111 p. (ISBN 3-939313-94-7, présentation en ligne), p. 77-104
- Quand l’homosexualité me tient ou les Miettes de la pensée, Editions AfricAvernir/Exchange & Dialogue, Douala, 2012.
- Comment faire échec à l’oppresseur? Editions Assong, Douala, 2013.
- Ou bien… Ou bien…, La Maison de l’Imprimeur, Douala, 2014.
- Quand le mal attaque jusqu’au dos, (opuscule), s.e., Douala, 2014.
- Quand la raison déraisonne la raison, La Maison de l’Imprimeur, Douala, 2016.
- Problème de l'Existence, Paris, L'Harmattan, 2017, 118 p. (ISBN 978-2-343-11756-0).
- Quand le Monde Rit, Paris, Les impliqués Editeur, 2018, 137 p. (ISBN 978-2343-16263-8).
- Apprendre à Mourir chez Platon, Paris, L'Harmattan, 2020, 175 p. (ISBN 978-2-343-19437-0).
- Le diable au mur de l’école, s.e., Douala, 2021.
- Le droit de mourir pour la vérité, s.e., Douala, 2022.